# Problema da função exponencial de Tarski
Na teoria dos modelos, o problema da função exponencial de Tarski pergunta se a teoria dos números reais junto com a função exponencial é decidível. Alfred Tarski tinha mostrado anteriormente que a teoria dos números reais (sem a função exponencial) é decidível.

## O problema
O campo real ordenado R é uma estrutura sobre a linguagem dos anéis ordenados Lor = (+,·,−,<,0,1), com a interpretação usual dada a cada símbolo. Foi provado por Tarski que a teoria do corpo real, Th(R), é decidível. Isto é, dado qualquer Lor-sentença φ não é um procedimento eficaz para determinar se
```
        

  

    

      

        
Th

        
⁡

        
(

        

          
R

        

        
)

        
⊨

        
φ

        
.

      

    

    
{\displaystyle \operatorname {Th} (\mathbb {R} )\models \varphi .}

  

```

Ele então perguntou se este era o caso de se acrescentar uma função unária  exp  para a linguagem que foi interpretada como a função exponencial em R, para obter a estrutura Rexp.

## Resultados condicionais e equivalentes
O problema pode ser reduzido para buscar um procedimento eficaz para determinar se um dado polinomial exponencial em n variáveis e com coeficientes em Z possui uma solução em R{\displaystyle ^{n}}. Angus Macintyre & Alex Wilkie em 1995 mostraram que a conjectura de Schanuel implica num procedimento existente deste tipo, e, portanto, deu uma solução condicional para o problema de Tarski. A conjectura de Schanuel lida com todos os números complexos assim seria esperado para ser um resultado mais forte do que a decidibilidade de Rexp e, de fato, Macintyre e Wilkie provaram que apenas uma versão real da conjectura de Schanuel é necessária para implicar na decidibilidade desta teoria.
Mesmo a versão real da conjectura de Schanuel não é uma condição necessária para a decidibilidade da teoria. Em seu papel, Macintyre e Wilkie mostraram que um resultado equivalente à decidibilidade de Th(Rexp) é o que eles nomearam de Conjectura Fraca do Schanuel. Esta conjectura afirma que existe um procedimento eficaz que, dado n ≥ 1 e exponenciais polinômios em n variáveis com coeficientes inteiros f1, ..., fn, g, produz um inteiro η ≥ 1 que depende de n, f1, ... , fn, g, e de tal modo que se α ∈ R{\displaystyle ^{n}} é uma solução não singular do sistema
```
 

  

    

      

        

          
f

          

            
1

          

        

        
(

        

          
x

          

            
1

          

        

        
,

        
…

        
,

        

          
x

          

            
n

          

        

        
,

        

          
e

          

            

              
x

              

                
1

              

            

          

        

        
,

        
…

        
,

        

          
e

          

            

              
x

              

                
n

              

            

          

        

        
)

        
=

        
…

        
=

        

          
f

          

            
n

          

        

        
(

        

          
x

          

            
1

          

        

        
,

        
…

        
,

        

          
x

          

            
n

          

        

        
,

        

          
e

          

            

              
x

              

                
1

              

            

          

        

        
,

        
…

        
,

        

          
e

          

            

              
x

              

                
n

              

            

          

        

        
)

        
=

        
0

      

    

    
{\displaystyle f_{1}(x_{1},\ldots ,x_{n},e^{x_{1}},\ldots ,e^{x_{n}})=\ldots =f_{n}(x_{1},\ldots ,x_{n},e^{x_{1}},\ldots ,e^{x_{n}})=0}

  

```

então ou g(a)=0 ou |g(a)|>η{\displaystyle ^{-_{1}}}.

## Solução alternativa
Recentemente, existem tentativas de lidar com a teoria dos números reais com funções como exp, levando a decidibilidade à noção mais fraca de quasi-decidibilidade. Uma teoria é quasi-decidível se, e somente se, existe um procedimento que leva a satisfatibilidade mas que pode correr para sempre para as entradas que não são robustas em certo sentido, bem definido. Existe um procedimento deste tipo para os sistemas de n equações em n variáveis (Franek, Ratschan & Zgliczynski (2011)) .